# Phyllagathis hainanensis
Phyllagathis hainanensis är en tvåhjärtbladig växtart som först beskrevs av Elmer Drew Merrill och Woon Young Chun, och fick sitt nu gällande namn av Chieh Chen. Phyllagathis hainanensis ingår i släktet Phyllagathis och familjen Melastomataceae. Inga underarter finns listade i Catalogue of Life.